# Клэридж, Кристи
Кри́сти Э́ллен Клэ́ридж (англ. Christie Ellen Claridge; род. 21 ноября 1962) — американская модель и актриса, победительница конкурса красоты «Мисс Интернешнл 1982».

## Биография
В октябре 1982 года 19-летняя Кристи Клэридж выиграла международный конкурс «Мисс Интернешнл 1982» и получила специальную награду «Мисс Фотогеничность». Она стала третьей в истории конкурса американкой после Карен Смит (1974) и Кэтрин Рут (1978), выигравшей «Мисс Интернешнл».
Клэридж продолжила свою карьеру в кинематографе, снимаясь в сериалах и фильмах. На её счету были роли в сериалах «Лодка любви», «Остров фантазий», «Бенсон», «Автомен», «Охотник» и других. Всего на её счету более 20 актёрских работ.